# Westies
Westies a fost o organizație criminală irlandeză din New York City cunoscută pentru activitățile de racketeering, trafic de droguri și asasinări. Aceștia au fost parteneri de afaceri cu mafia americană și operau din cartierul Hell's Kitchen, Manhattan⁠(d).
Conform jurnalistului T.J. English⁠(d), deși nu erau mai mulți de douăsprezece până la douăzeci de membri - în funcție de cine era în pușcărie sau cine ieșea de acolo - Westies a reprezentat ultima generație de irlandezi din crima organizată⁠(d). Potrivit NYPD Organized Crime Squad și celor din FBI, banda a fost responsabilă de comiterea a 60 până la 100 de crime între 1968 și 1986.

## Istoric

### Epoca Spillane
La începutul anilor 1960, Mickey Spillane⁠(d) ajunge în cartierul Hell's Kitchen unde exista un vid de putere după plecarea tuturor liderilor la începutul anilor 1950 pentru a evita urmărirea penală. Un gangster din Queens pe nume Hughie Mulligan⁠(d) domina cartierul, iar Spillane a devenit ucenicul său până la preluarea conducerii.
Spillane trimitea flori vecinilor aflați în spital și oferea curcani familiilor nevoiașe de Ziua Recunoștinței⁠(d). Acesta opera o afacere cu jocuri de noroc care includea case de pariuri și loterii ilegale⁠(d), dar era implicat și în cămătărie⁠(d). Deși a fost arestat pentru agresiune și furt prin efracție de câteva ori, acesta era cunoscut pentru operațiunile de răpire a unor afaceriști sau membri ai unor organizații criminale și eliberarea lor în schimbul unor sume de bani.
Acesta s-a căsătorit cu Maureen McManus, fiică a prestigioasei familii McManus care conducea clubul democrat Midtown din 1905. Combinarea puterii politice cu activitatea criminală a permis bandei sale să controleze sindicate și să corupă muncitori. Prin urmare, au reușit să abandoneze operațiunile desfășurate pe chei⁠(d) și să intre în domeniul construcțiilor și serviciilor la New York Coliseum⁠(d), Madison Square Garden și mai târziu la Centrul Javits⁠(d).